# Hoz del río Gritos y páramos de Las Valeras
Hoz del río Gritos y páramos de Las Valeras este o arie protejată (arie specială de conservare — SAC, sit de importanță comunitară — SCI, arie de protecție specială avifaunistică — SPA) din Spania întinsă pe o suprafață de 1.781,21 ha, integral pe uscat.

## Localizare
Centrul sitului Hoz del río Gritos y páramos de Las Valeras este situat la coordonatele 39°48′04″N 2°09′26″W / 39.801°N 2.1571°V.

## Înființare
Situl Hoz del río Gritos y páramos de Las Valeras a fost declarat sit de importanță comunitară în decembrie 1997 pentru a proteja 16 specii de animale. Alte tipuri de protecție:
- arie de protecție specială avifaunistică (în februarie 1998)[2]
- arie specială de conservare (în mai 2015)[1][3][4]

## Biodiversitate
Situată în ecoregiunea mediteraneană, aria protejată conține 7 habitate naturale: Păduri de Quercus ilex și Quercus rotundifolia, Păduri endemice cu Juniperus spp., Lande oro-mediteraneene cu formațiuni endemice de grozamă, Pseudostepă cu ierburi și specii anuale de Thero-Brachypodietea, Matorral arborescenți cu Juniperus spp., Pante stâncoase calcaroase cu vegetație casmofită, Galerii de Salix alba și de Populus alba.
La baza desemnării sitului se află mai multe specii protejate de  păsări (16): fâsă-de-câmp (Anthus campestris), buha (Bubo bubo), pasărea ogorului (Burhinus oedicnemus), ciocârlie-cu-degete-scurte (Calandrella brachydactyla), Chersophilus duponti, șoim călător (Falco peregrinus), Galerida theklae, Hieraaetus fasciatus, ciocârlie de pădure (Lullula arborea), ciocârlie de bărăgan (Melanocorypha calandra), vultur egiptean (Neophron percnopterus), Oenanthe leucura, Pterocles orientalis, Pyrrhocorax pyrrhocorax, turturică (Streptopelia turtur), silvie de tufiș (Sylvia undata).